# Europäisches Gymnasium Waldenburg
Das Europäische Gymnasium Waldenburg (kurz EGW) ist eine staatlich anerkannte Ersatzschule in freier Trägerschaft in der ehemaligen Residenzstadt Waldenburg in Sachsen.

## Geschichte

### Allgemein
Im Jahr 1994 übernahm der Trägerverein Europäisches Gymnasium Waldenburg e. V. mit seiner Gründung das ursprünglich für das Fürstlich Schönburgische Lehrerseminar errichtete Gebäude.
1998 konnte 40 Jahre nach der Schließung der Oberschule wieder ein Schülerjahrgang in Waldenburg sein Abitur ablegen. Im gleichen Jahr wurde die Freie Jugendkunstschule gegründet, die in den Räumen im Ostflügel unterrichtet.

### Gebäude

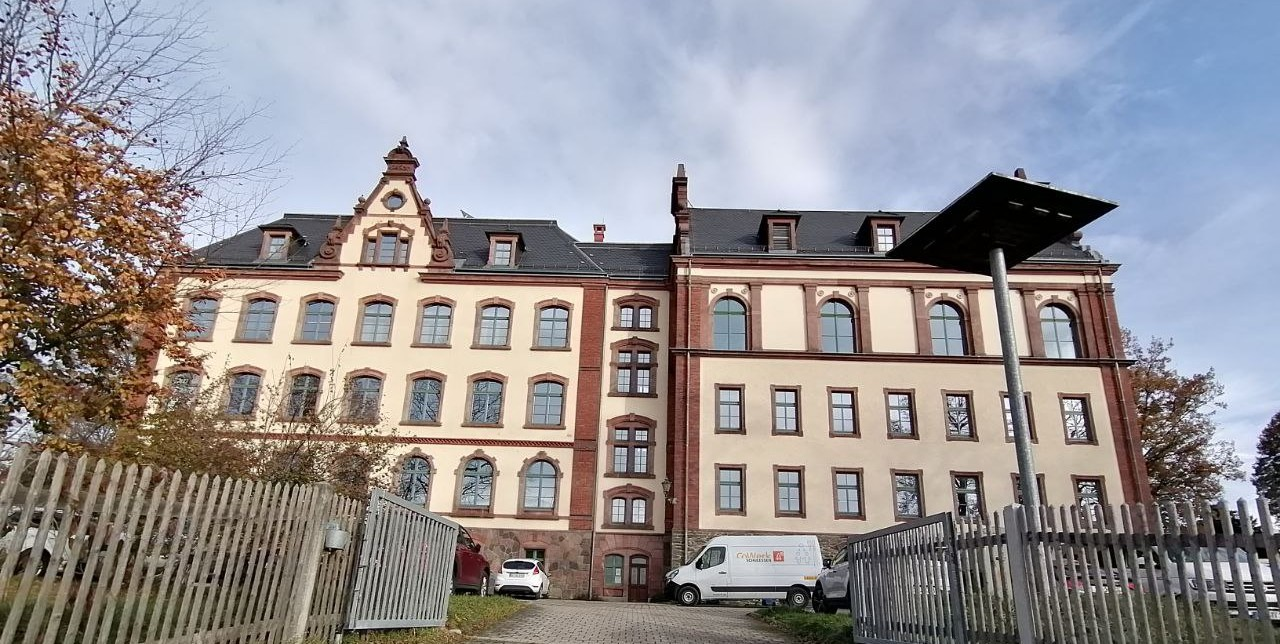
Rückseite des Westflügels

Das 1844 eingeweihte Gebäude beherbergte zunächst das Fürstlich Schönburgische Lehrerseminar. 1922 entstand eine Aufbauschule für begabte Schüler der Volksschule, aus der 1923 die Fürstlich Schönburgische Deutsche Oberschule mit Aufbauschule wurde, 1937 in Staatliche Oberschule für Jungen umbenannt.
Im Zweiten Weltkrieg wurde der Schulbetrieb stark eingeschränkt und das Gebäude als Lazarett benutzt. Trotz verschiedener Versuche von Eltern mittels Eingaben an die staatlichen Organe gelang es bis 1945 nicht, den Schulbetrieb in vollem Umfang zu gewährleisten. Dieser wurde erst im Oktober 1945 mit zwei unbelasteten Lehrern und mehreren Neulehrern wieder aufgenommen.
Von 1953 bis 1958 befanden sich parallel eine Oberschule und ein Institut für Lehrerbildung in den heutigen Schulgebäuden. Danach war bis 1990 eine pädagogische Schule für Kindergärtnerinnen hier untergebracht, im Volksmund auch Puddingschule genannt. Kurzzeitig residierte eine Fachschule für Sozialpädagogik auf der Anlage. 1994 übernahm dann der Trägerverein Europäisches Gymnasium Waldenburg e. V. das Areal und gründete das Europäische Gymnasium Waldenburg.

## Schulprofil
Ziel des Gymnasiums ist die individuelle Förderung jedes einzelnen Schülers. In den Klassen 8 bis 10 werden drei Profile zur Auswahl angeboten: das sprachliche, das gesellschaftswissenschaftlich-wirtschaftliche und das musisch-künstlerische Profil.
Das Leitbild lautet: „Lernen kann noch Freude machen!“
Im sprachlichen Profil findet im Unterricht die Ausbildung in drei Fremdsprachen statt – dabei kann aus Englisch, Latein, Spanisch, Französisch, Russisch und Tschechisch ausgewählt werden. Unterstützend für dieses Profil wirkt dabei, dass die Gymnasiasten aus aller Welt auch von Lehrern und Lehrerinnen aus zahlreichen Ländern unterrichtet werden. Zudem erfolgen in der Sekundarstufe I jährliche Exkursionen und zusätzliche Fahrten in Länder wie Irland, Frankreich, Spanien und Luxemburg. Seit einiger Zeit besteht für Schüler der Klassenstufe 10 bei Interesse die Möglichkeit, folgende Länder zu besuchen: USA, Volksrepublik China, Vietnam und Südafrika. Dabei entstehende Kosten werden teils von der Schule mitgetragen. Für die Klassenstufe 7 findet ein Skilager in Österreich auf der Postalm in der Nähe von Salzburg statt. Zusätzlich kann jeder Schüler ab Klasse 7 in den Winterferien an einer Skifreizeit auf der Postalm teilnehmen, wobei die Kosten die Eltern der Schüler selbst tragen müssen.
Ab der 5. bis zur 10. Klasse erfolgt für alle der Unterricht im Fach Informatik, der im sächsischen Lehrplan nur in der 7. Klasse vorgesehen ist.
In der Sekundarstufe I ist die Klassenstärke auf maximal 22 Schüler festgesetzt.
Das Kursangebot in der Sekundarstufe II ist breit gefächert, da nach Möglichkeit auch kleinste Gruppen eingerichtet werden.

## Heutige Gebäude

### Schule
West- und Ostflügel sowie der zentrale Mittelbau bilden das Schulgebäude, in dem sich sämtliche Klassenzimmer, Fachkabinette, sonstige Unterrichtsräume sowie Aula und Mensa befinden.
Der Westflügel des Schulgebäudes besitzt mit der Aula einen klangvollen großen Raum, als dessen Schmuckstück sich die restaurierte Orgel zeigt. Hier finden zahlreiche Veranstaltungen statt, beispielsweise Konzerte des Kammerchors. Der Kammerchor und das sich anschließende Kammerorchester nutzen diesen Raum zum Beispiel beim Weihnachtskonzert. Unter der Leitung von Dagmar Hanf tritt der Kammerchor auch bei anderen Konzerten auf.

### Internat
Das Internat befindet sich direkt auf dem Campus und bietet Schülern die Möglichkeit, in Einzelzimmern zu wohnen. Es wurde 2011 komplett renoviert. Die Betreuung erfolgt durch ausgebildetes Personal. Die Schüler im Internat bekommen Vollverpflegung. Dazu gehören das Frühstück und mehrere Auswahlmöglichkeiten beim Mittag- und Abendessen. Am Nachmittag wird die Versorgung nach den Wünschen der Schüler ausgerichtet.